# Egypte op de Olympische Zomerspelen 2016
Egypte nam deel aan de Olympische Zomerspelen 2016 in Rio de Janeiro, Brazilië. De selectie bestond uit 120 atleten, actief in 22 sporten. Niet eerder zond het nationaal olympisch comité zo'n grote delegatie naar de Spelen. Handballer Ahmed El-Ahmar droeg de Egyptische vlag tijdens de openingsceremonie; taekwondoka en bronzenmedaillewinnaar Hedaya Malak droeg de vlag tijdens de sluitingsceremonie. 

## Medailleoverzicht
| Sport         | Olympiër     | Discipline | Medaille |
| ------------- | ------------ | ---------- | -------- |
| gewichtheffen | Sarah Ahmed  | –69 kg (v) | Brons    |
| gewichtheffen | Mohamed Ihab | –77 kg (m) | Brons    |
| taekwondo     | Hedaya Malak | –57 kg (v) | Brons    |

## Deelnemers
(m) = mannen, (v) = vrouwen, (g) = gemengd

### Atletiek
| Olympiër           | Discipline         | Resultaat | Prestatie                                                |
| ------------------ | ------------------ | --------- | -------------------------------------------------------- |
| Anas Beshr         | 400m (m)           | DSQ       | serie 2: DSQ                                             |
| Hamada Mohamed     | 800m (m)           | 24e       | serie 2: 4de in 1.46,65 halve finale 3: 8ste in0 1.48,17 |
| Hassan Mahmoud     | kogelslingeren (m) | 26e       | kwalificatie groep A: 11de met 69,87m                    |
|                    |                    |           |                                                          |
| Fatma El-Shernoubi | 800m (v)           | 63e       | serie 4: 8ste in 2.21,24                                 |

### Boksen
| Olympiër            | Discipline | Resultaat | Prestatie                                                                                                |
| ------------------- | ---------- | --------- | --- |
| Mahmoud Abdelaal    | –60kg (m)  | 17e       | 1ste ronde: V van ALG Benbaziz: 0–3                                                                      |
| Walid Selik Mohamed | –69kg (m)  | 17e       | 1ste ronde: V van GBR Kelly: 0–3                                                                         |
| Hosam Abdin         | –75kg (m)  | 5e        | 1ste ronde: W van MRI Clair: 3–0 2de ronde: W van CMR Ntsengu: 3–0 kwartfinale: V van MEX Rodriguez: 0–3 |
| Abdelrahman Salah   | –81kg (m)  | 17e       | 1ste ronde: V van CRO Sep: 1–2                                                                           |

### Boogschieten
| Olympiër      | Discipline      | Resultaat | Prestatie                                                              |
| ------------- | --------------- | --------- | ---------------------------------------------------------------------- |
| Ahmed El-Nemr | individueel (m) | 33e       | plaatsingsronde: 51ste met 644 punten 1ste ronde: V van AUS Worth: 0–6 |
|               |                 |           |                                                                        |
| Reem Mansour  | individueel (v) | 33e       | plaatsingsronde: 44ste met 596 punten 1ste ronde V van TPE Lin: 0–6    |

### Gewichtheffen
| Olympiër          | Discipline | Resultaat | Prestatie                                                    |
| ----------------- | ---------- | --------- | ------------------------------------------------------------ |
| Ahmed Saad        | –62kg (m)  | 5e        | trekken: 4de met 133kg stoten: 6de met 161kg totaal: 294kg   |
| Mohamed Ihab      | –77kg (m)  | Brons     | trekken: 4de met 165kg stoten: 3de met 196kg totaal: 361kg   |
| Ibrahim Abdelbaki | –77kg (m)  | 9e        | trekken: 9de met 152kg stoten: 9de met 186kg totaal: 338kg   |
| Ragab Abdelhay    | –94kg (m)  | 5e        | trekken: 5de met 174kg stoten: 5de met 213kg totaal: 387kg   |
| Gaber Mohamed     | –105kg (m) | 12e       | trekken: 12de met 173kg stoten: 13de met 204kg totaal: 377kg |
| Ahmed Mohamed     | +105kg (m) | DNF       | trekken: 10de met 190kg stoten: ongeldig                     |
|                   |            |           |                                                              |
| Esraa El-Sayed    | –63kg (v)  | 7e        | trekken: 5de met 100kg stoten: 8ste met 116kg totaal: 216kg  |
| Sara Ahmed        | –69kg (v)  | Brons     | trekken: 3de met 112kg stoten: 3de met 143kg totaal: 255kg   |
| Shaimaa Khalaf    | +75kg (v)  | 4e        | trekken: 7de met 117kg stoten: 3de met 161kg totaal: 278kg   |

### Gymnastiek
| Olympiër         | Discipline | Resultaat | Prestatie                             |
| ---------------- | ---------- | --------- | ------------------------------------- |
| Sherine El-Zeiny | vloer (v)  | 69e       | kwalificatie: 69ste met 12,533 punten |

### Handbal
| Olympiër | Onderdeel | Resultaat | Prestatie |
| --- | --------- | --------- | --- |
| Mamdouh Abouebaid Mahmoud Ramadan Eslam Isaa Mohamed Amer Mohamed El-Bassiouny Mohamed Hasehm Ibrahim El-Masry Wisam Nawar Ahmed El-Ahmar Mahmoud Khalil Karim Handawy Mohamed Shebib Aly Mohamed Mohamed Sanad | mannen    | 9e        | groep B: 5de V van Slovenië: 26-27 W van Zweden: 26-25 V van Polen: 25-33 G van Brazilië: 27-27 V van Duitsland: 25-31 |

| № | Land      | Wedstrijden | Wedstrijden | Wedstrijden | Wedstrijden | Doelpunten | Doelpunten | Doelpunten | Punten |
| - | --------- | ----------- | ----------- | ----------- | ----------- | ---------- | ---------- | ---------- | ------ |
| № | Land      | GW          | W           | V           | G           | V          | T          | Saldo      | Punten |
| 1 | Duitsland | 5           | 4           | 1           | 0           | 153        | 141        | +12        | 8      |
| 2 | Slovenië  | 5           | 4           | 1           | 0           | 137        | 126        | +11        | 8      |
| 3 | Brazilië  | 5           | 2           | 2           | 1           | 141        | 150        | –9         | 5      |
| 4 | Polen     | 5           | 2           | 3           | 0           | 139        | 140        | –1         | 4      |
| 5 | Egypte    | 5           | 1           | 1           | 3           | 129        | 143        | –14        | 3      |
| 6 | Zweden    | 5           | 1           | 4           | 0           | 132        | 131        | +1         | 2      |

| Ronde       | Datum | Lokale tijd | MEZT           | Plaats    | Land  | Score    | Land |
| ----------- | ----- | ----------- | -------------- | --------- | ----- | -------- | ---- |
| Groepsfase  |       |             |                |           |       |          |      |
| 7 augustus  | 21:50 | 02:50       | Rio de Janeiro | Slovenië  | 27–26 | Egypte   |      |
| 9 augustus  | 19:50 | 00:50       | Rio de Janeiro | Egypte    | 26–25 | Zweden   |      |
| 11 augustus | 11:30 | 16:30       | Rio de Janeiro | Polen     | 33–25 | Egypte   |      |
| 13 augustus | 16:40 | 21:40       | Rio de Janeiro | Egypte    | 27–27 | Brazilië |      |
| 15 augustus | 11:30 | 16:30       | Rio de Janeiro | Duitsland | 31–25 | Egypte   |      |

### Judo
| Olympiër           | Discipline | Resultaat | Prestatie |
| ------------------ | ---------- | --------- | --- |
| Ahmed Abelrahman   | –60kg (m)  | 17e       | 1ste ronde: vrij 2de ronde: V van KGZ Bestajev: ippon |
| Mohamed Mohy Eldin | –73kg (m)  | 17e       | 1ste ronde: vrij 2de ronde: V van MGL Odbayar: ippon |
| Mohamed Abdelaal   | –81kg (m)  | 9e        | 1ste ronde: vrij 2de ronde: W van MGL Otgonbaatar: ippon 3de ronde: V van RUS Chalmoerzajev: waza-ari                                                                |
| Ramadan Darwish    | –100kg (m) | 7e        | 1ste ronde: vrij 2de ronde: W van SEY Dugasse: ippon 3de ronde: W van CUB Armenteros: yuko kwartfinale: V van AZE Gasimov: ippon herkansingen: V van GER Frey: ippon |
| Islam El Shehaby   | +100kg (m) | 17e       | 1ste ronde: V van ISR Sasson: ippon |

### Kanovaren
| Olympiër     | Discipline   | Resultaat | Prestatie              |
| ------------ | ------------ | --------- | ---------------------- |
| Karim Emad   | K-1 200m (m) | 22e       | serie 3: 7de in 37,294 |
|              |              |           |                        |
| Menna Hassan | K-1 200m (v) | 28e       | serie 1: 7de in 49,596 |

### Moderne vijfkamp
| Olympiër       | Discipline | Resultaat | Prestatie |
| -------------- | ---------- | --------- | --- |
| Amro El-Geziry | mannen     | 25e       | zwemmen: 1:55.80 (2e, 353 punten) schermen: 18 W, 17 V (18e, 208 punten) paardrijden: 9 strafpunten (10e, 291 punten) gecombineerd: 12:39.19 (35e, 541 punten) totaal: 1393 punten (25e)  |
| Omar El-Geziry | mannen     | 23e       | zwemmen: 2:03.62 (15e, 330 punten) schermen: 23 W, 12 V (3e, 239 punten) paardrijden: 35 strafpunten (28e, 265 punten) gecombineerd: 12:11.94 (33e, 569 punten) totaal: 1403 punten (23e) |
|                |            |           | |
| Haydy Morsy    | vrouwen    | 36e       | zwemmen: 2:26.11 (28e, 496 punten) schermen: 14 W, 21 V (32e, 184 punten) paardrijden: uitgeschakeld (31e, 0 punten) gecombineerd: 13:24.93 (28e, 496 punten) totaal: 942 punten (36e)    |

### Paardensport
| Olympiër        | Discipline     | Resultaat      | Prestatie                              |
| Springconcours  | Springconcours | Springconcours | Springconcours                         |
| --------------- | -------------- | -------------- | -------------------------------------- |
| Karim El-Zoghby | individueel    | 40e            | kwalificatie: 40ste met 18 strafpunten |

### Roeien
| Olympiër             | Discipline | Resultaat | Prestatie |
| -------------------- | ---------- | --------- | --- |
| Abdelkhalek El-Banna | skiff (m)  | 10e       | serie 6: 3de in 7.34,05 kwartfinale 3: 3de in 6.50,82 halve finale 1: 5de in 7.13,55 finale B: 4de in 6.54,94   |
|                      |            |           | |
| Nadia Negm           | skiff (v)  | 24e       | serie 3: 3de in 9.14,55 kwartfinale 2: 6de in 8.25,75 halve finale C/D: 6de in 8.39,50 finale D: 6de in 8.09,47 |

### Schermen
| Olympiër                                         | Discipline      | Resultaat | Prestatie |
| ------------------------------------------------ | --------------- | --------- | --- |
| Ayman Fayez                                      | degen (m)       | 9e        | 1ste ronde: vrij 2de ronde: W van VEN Limardo: 15–5 3de ronde: V van FRA Grumier: 9–15                                  |
| Alaaeldin Abouelkassem VO                        | floret (m)      | 9e        | 1ste ronde: vrij 2de ronde: W van CZE Choupenitch: 15–8 3de ronde: V van ITA Garozzo: 13–15                             |
| Tarek Ayad                                       | floret (m)      | 17e       | 1ste ronde: vrij 2de ronde: V van ITA Garozzo: 8–15                                                                     |
| Mohammed Essam                                   | floret (m)      | 17e       | 1ste ronde: W van BRA Marques: 15–8 2de ronde: V van USA Massialias: 7–15                                               |
| Alaaeldin Abouelkassem Tarek Ayad Mohammed Essam | floret team (m) | 7e        | 1ste ronde: V van Verenigde Staten: 37–45 5-8ste plek: V van Groot-Brittannië: 43–45 7-8ste plek: W van Brazilië: 45–39 |
| Mohamed Amer                                     | sabel (m)       | 33e       | 1ste ronde: V van KOR Gu: 9–15                                                                                          |
|                                                  |                 |           | |
| Noura Mohamed                                    | floret (v)      | 17e       | 1ste ronde: vrij 2de ronde: V van TUN Boubakri: 4–15                                                                    |
| Nada Hafez                                       | sabel (v)       | 33e       | 1ste ronde: V van VEN Benitez: 11–15                                                                                    |

### Schietsport
| Olympiër           | Discipline              | Resultaat | Prestatie                                                                          |
| ------------------ | ----------------------- | --------- | ---------------------------------------------------------------------------------- |
| Hamada Talat       | 10m luchtgeweer (m)     | 39e       | kwalificatie: 39ste met 618,2 punten (102,4-103,7-102,7-103,4-103-103)             |
| Hamada Talat       | 50m drie houdingen (m)  | 41e       | kwalificatie: 41ste met 1151 punten (384-389-378)                                  |
| Ahmed Darwish      | 50m liggend (m)         | 44e       | kwalificatie: 44ste met 615,0 punten (101,7-102,5-103,9-102,4-101,9-102,6)         |
| Samy Abdel Razek   | 50m pistool (m)         | 38e       | kwalificatie: 38ste met 534 punten (82-94-90-87-90-91)                             |
| Ahmed Shaban       | 25m snelvuurpistool (m) | 23e       | kwalificatie: 23ste met 562 punten (278-284)</small                                |
| Ahmed Mohamed      | 10m luchtpistool (m)    | 45e       | kwalificatie: 45ste met 564 punten (93-93-92-94-98-94)                             |
| Samy Abdel Razek   | 10m luchtpistool (m)    | 30e       | kwalificatie: 30ste met 574 punten (96-92-96-96-97-97)                             |
| Franco Donato      | skeet (m)               | 11e       | kwalificaties: 28ste met 115 punten (22-23-23-24-23)                               |
| Azmy Mehelba       | skeet (m)               | 11e       | kwalificaties: 11de met 120 punten (25-24-25-22-24)                                |
| Ahmed Kamar        | trap (m)                | 5e        | kwalificaties: 4de met 119 punten (23-23-24-24-25) halve finale: 5de met 12 punten |
| Abdel Aziz Mehelba | trap (m)                | 24e       | kwalificaties: 24ste met 112 punten (23-20-23-24-22)                               |
|                    |                         |           |                                                                                    |
| Shimaa Hashad      | 10m luchtgeweer (v)     | 27e       | kwalificatie: 27ste met 413,2 punten (102-103,9-103,6-103,7)                       |
| Hadir Mekhimar     | 10m luchtgeweer (v)     | 49e       | kwalificatie: 49ste met 401,3 punten (99,9-98,5-101,4-101,5)                       |
| Afaf El-Hodhod     | 25m pistool (v)         | 25e       | kwalificatie: 25ste met 573 punten (293-280)                                       |
| Afaf El-Hodhod     | 10m luchtpistool (v)    | 5e        | kwalificatie:5de met 386 punten (97-96-96-97) finale: 5de met 137,1 punten         |

### Schoonspringen
| Olympiër       | Discipline    | Resultaat | Prestatie                           |
| -------------- | ------------- | --------- | ----------------------------------- |
| Mohab El-Kordy | 3m plank (m)  | 25e       | voorronde: 25ste met 360,95 punten  |
| Youssef Selim  | 10m toren (m) | 28e       | voorronde: 28ste met 305,50 punten  |
|                |               |           |                                     |
| Maha Amer      | 3m plank (v)  | 28e       | voorronde: 28ste met 238,55 punten  |
| Maha Gouda     | 10m toren (v) | 24e       | voorronde: 24ste met 276,15 pounten |

### Synchroonzwemmen
| Olympiër | Discipline | Resultaat | Prestatie                               |
| --- | ---------- | --------- | --------------------------------------- |
| Samia Ahmed Dara Hassanien | duet       | 23e       | kwalificatie: 23ste met 154,1306 punten |
| Nariman Abdelhafiz Leila Abdelmoez Samia Ahmed Nour El-Ayoubi Jomana El-Maghrabi Dara Hassanien Salma Negmeldin Nada Saafan Neha Saafan | team       | 7e        | kwalificatie: 7de met 155,5505 punten   |

### Taekwondo
| Olympiër         | Discipline | Resultaat | Prestatie |
| ---------------- | ---------- | --------- | --- |
| Ghofran Zaki     | –68kg (m)  | 7e        | 1ste ronde: V van JOR Abughaush: 1–9 herkansingen: V van KOR Lee: 6-14                                                                              |
|                  |            |           | |
| Hedaya Malak VS  | –57kg (v)  | Brons     | 1ste ronde: W van COL Patino: 13–0 kwartfinale: W van JPN Hamada: 3–0SD halve finale V van ESP Calvo: 0–1SD bronzen finale W van BEL Asemani: 1–0SD |
| Seham El-Sawalhy | –67kg (v)  | 9e        | 1ste ronde: V van CIV Gbagbi: 3–4 |

### Tafeltennis
| Olympiër                                           | Discipline    | Resultaat | Prestatie |
| -------------------------------------------------- | ------------- | --------- | --- |
| Khalid Assar                                       | enkelspel (m) | 65e       | voorronde V van CGO Jianan: 3–4 (9-11, 11-9, 9-11, 13-11, 4-11, 11-8, 3-11)                                                                                        |
| Omar Assar                                         | enkelspel (m) | 33e       | voorronde: vrij 1ste ronde: van PUR Afanador: 4–2 (7-11, 9-11, 13-11, 11-9, 11-9, 11-4) 2de ronde: V van UKR Lei: 3-4 (5-11, 11-9, 11-13, 11-9, 11-7, 10-12, 8-11) |
|                                                    |               |           | |
| Nadeen El-Dawlatly                                 | enkelspel (v) | 49e       | voorronde: vrij 1ste ronde: V van HUN Lovas: 0–4 (6-11, 9-11, 7-11, 7-11)                                                                                          |
| Dina Meshref                                       | enkelspel (v) | 49e       | voorronde W van TUN Saidani: 4–0 (12-10, 11-1, 13-11, 11-6) 1ste ronde: V van THA KOmwong: 1-4 (11-7, 11-13, 7-11, 4-11, 9-11)                                     |
| Yousra Abdel Razek Nadeen El-Dawlatly Dina Meshref | team (v)      | 9e        | 1ste ronde: V van Singapore: 0–3 |

### Volleybal

#### Beach
| Olympiër                     | Discipline | Resultaat  | Prestatie |
| ---------------------------- | ---------- | ---------- | --- |
| Doaa El-Ghobashy Nada Meawad | beach (v)  | groepsfase | groep D: 4de V van Duitsland Ludwig/Walkenhorst: 12–21, 15–21 V van ITA Menegatti/Giombini: 10–21, 13–21 V van CAN Broder/Valjas: 12–21, 16–21 |

#### Zaal
| Olympiër | Discipline | Resultaat  | Prestatie |
| --- | ---------- | ---------- | --- |
| Abd Elhalim Ahmed Abdelhay Mamdouh Abdelrehim Ashraf Abouelhassan A Mohamed Thakil Mohamed Masoud Ahmed Afifi Hossam Abdalla Mohamed Badawy Omar Hassan Ahmed Elkotb Ahmed Abdelaal | zaal (m)   | groepsfase | groep B: 5de V van Polen: 0-3 (18-25, 20-25, 17-25) W van CUB: 0-3 (25-22, 25-15, 25-22) V van Rusland: 0-3 (11-25, 17-25, 9-25) V van Iran: 0-3 (26-28, 22-25, 16-25) V van Argentinië: 0-3 (16-25, 19-25, 20-25) |

| Groep B |            |             |             |             |             |             |             |        |        |        |        |
| #       | Land       | Wedstrijden | Wedstrijden | Wedstrijden | Wedstrijden | Wedstrijden | Wedstrijden | Punten | Punten | Punten | Punten |
| #       | Land       | G           | W           | V           | SW          | SV          | SR          | SPW    | SPL    | Saldo  | PNT    |
| 1       | Argentinië | 5           | 4           | 1           | 12          | 4           | +8          | 394    | 335    | +59    | 12     |
| 2       | Polen      | 5           | 4           | 1           | 14          | 5           | +9          | 447    | 389    | +58    | 12     |
| 3       | Rusland    | 5           | 4           | 1           | 13          | 6           | +7          | 432    | 367    | +65    | 11     |
| 4       | Iran       | 5           | 2           | 3           | 8           | 9           | −1          | 389    | 392    | −3     | 7      |
| 5       | Egypte     | 5           | 1           | 4           | 3           | 12          | −9          | 286    | 362    | −76    | 3      |
| 6       | Cuba       | 5           | 0           | 5           | 1           | 15          | −14         | 300    | 403    | −103   | 0      |

| Ronde       | Datum | Lokale tijd | MEZT           | Plaats     | Land | Score  | Land |
| ----------- | ----- | ----------- | -------------- | ---------- | ---- | ------ | ---- |
| Groepsfase  |       |             |                |            |      |        |      |
| 7 augustus  | 15:00 | 20:00       | Rio de Janeiro | Polen      | 3−0  | Egypte |      |
| 9 augustus  | 20:30 | 01:30       | Rio de Janeiro | Cuba       | 0−3  | Egypte |      |
| 11 augustus | 11:35 | 16:35       | Rio de Janeiro | Rusland    | 3−0  | Egypte |      |
| 13 augustus | 09:30 | 14:30       | Rio de Janeiro | Iran       | 3−0  | Egypte |      |
| 15 augustus | 09:30 | 14:30       | Rio de Janeiro | Argentinië | 3−0  | Egypte |      |

### Wielersport
| Olympiër       | Discipline | Resultaat | Prestatie                     |
| Baan           | Baan       | Baan      | Baan                          |
| -------------- | ---------- | --------- | ----------------------------- |
| Ebtissam Zayed | sprint (v) | 27e       | kwalificatie: 27ste in 12,920 |

### Worstelen
| Olympiër           | Discipline  | Resultaat   | Prestatie |
| Vrije stijl        | Vrije stijl | Vrije stijl | Vrije stijl |
| ------------------ | ----------- | ----------- | --- |
| Mohamed Zaghloul   | –86kg (m)   | 17e         | 1ste ronde: vrij 2de ronde: V van VEN Ceballos: 0–6 |
| Diaaeldin Kamal    | –125kg (m)  | 9e          | 1ste ronde: W van TUN Chebbi: 11–0 2de ronde: van IRI Ghamesi: 0–7 herkansingen: V van CAN Jarvis: 0-3                                                                 |
|                    |             |             | |
| Enas Mostafa       | –69kg (v)   | 5e          | 1ste ronde: vrij 2de ronde: W van VEN Acosta: 8–0 kwartfinale: W van BRA Oliveira: 5–1 halve finale: W van RUS Vorobjova: 2–4 bronzen finale: V van UZB Syzdykova: 4–7 |
| Samar Amer         | –75kg (v)   | 17e         | 1ste ronde: V van RUS Boekina: 1–3 |
| Grieks-Romeins     |             |             | |
| Haithem Mahmoud    | –59kg (m)   | 12e         | 1ste ronde: vrij 2de ronde V van PRK Yun: 3–8 |
| Adham Ahmed Saleh  | –66kg (m)   | 18e         | 1ste ronde: vrij 2de ronde: V van ARM Arutuyunyan: 0–9 herkansingen: V van KOR Ryu: 0–5                                                                                |
| Mahmoud Fawzy      | –75kg (m)   | 15e         | 1ste ronde: V van AZE Mursaliyev: 1–2 |
| Ahmed Othman       | –85kg (m)   | 14e         | 1ste ronde: vrij 2de ronde: V van UKR Belenjoek: 0–9 herkansingen: V van BUL Bayryakov: 1–2                                                                            |
| Hamdy El-Said      | –98kg (m)   | 10e         | 1ste ronde: vrij 2de ronde: V van ROU Alexuc-Ciurariu: 2–3 |
| Abdellatif Mohamed | –130kg (m)  | 17e         | 1ste ronde: V van UKR Chernetskyi: 0–9 |

### Zeilen
| Olympiër    | Discipline | Resultaat | Prestatie                                   |
| ----------- | ---------- | --------- | ------------------------------------------- |
| Ahmed Ragab | laser (m)  | 43e       | 394 punten: (36-22-44-41-41-41-42-40-45-42) |

### Zwemmen
| Olympiër         | Discipline           | Resultaat | Prestatie                                          |
| ---------------- | -------------------- | --------- | -------------------------------------------------- |
| Ali Khalafalla   | 50m vrije slag (m)   | 23e       | serie 7: 2de in 22,25 (NR)                         |
| Marwan El-Kamash | 200m vrije slag (m)  | 24e       | serie 3: 5de in 1.47,52                            |
| Ahmed Akram      | 400m vrije slag (m)  | 27e       | serie 4: 4de in 3.49,46                            |
| Marwan El-Kamash | 400m vrije slag (m)  | 16e       | serie 4: 1ste in 3.47,43                           |
| Ahmed Akram      | 1500m vrije slag (m) | 11e       | serie 6: 5de in 14.58,37                           |
| Mohamed Hussein  | 200m wisselslag (m)  | 25e       | serie 2: 6de in 2.02,36                            |
| Marwan El-Amrawy | 10km open water (m)  | 23e       | 1:59.17,2                                          |
|                  |                      |           |                                                    |
| Farida Osman     | 50m vrije slag (v)   | 18e       | serie 9: 2de in 24,91                              |
| Farida Osman     | 100m vlinderslag (v) | 11e       | serie 4: 4de in 57,83 halve finale 1: 5de in 58,26 |
| Reem Kaseem      | 10km open water (v)  | 25e       | 2:05.19,1                                          |